# Samangan
Samangan of Samangān (Perzisch: سمنگان) is een van de 34 provincies van Afghanistan.

## Bestuurlijke indeling
De provincie Samangan is onderverdeeld in 7 districten:
- Aybak
- Dara-I-Sufi Bala
- Dara-I-Sufi Payin
- Feroz Nakhchir
- Hazrati Sultan
- Khuram Wa Sarbagh
- Ruyi Du Ab

Badakhshān · Bādghīs · Baghlān · Balkh · Bāmyān · Dāykundī · Farāh · Fāryāb · Ghaznī · Ghōr · Helmand · Herāt · Jowzjān · Kābul · Kandahār · Kāpīsā · Khōst · Kunar · Kunduz · Laghmān · Lōgar · Nangarhār · Nīmrōz · Nūristān · Paktiyā · Paktīkā · Panjshayr · Parwān · Samangān · Sar-e Pul · Takhār · Uruzgān · Wardak · Zābul